# 魯經
魯經，山西大同府大同縣人，明朝軍事將領，魯鑑之孫，魯麟之子。
魯經早年隨父參戰，授官令約束土軍，魯麟請歸治。正德二年，既襲指揮使，后因戰功升都指揮僉事。之後再遷都指揮使充左參將，分守莊浪，命為署都督僉事。明世宗繼位后，乞休。巡撫許鳳翔稱其力戰被創，且世將敢戰，不宜聽其離去。世宗遂諭留，且勞以銀幣。之後充副總兵分守。嘉靖六年，以都督同知充總兵官，鎮守延綏。大學士楊一清請改經陝西，以平息莊浪土兵。兩年后，以疾致仕請歸。其子魯瞻擔任指揮僉事，守備山丹。嘉靖二十二年，宣府、大同有警，詔令魯經率領五千部隊赴援。至而邊患已息，乃遣還。次年，魯瞻去世，魯經以次子及孫皆幼，請親自率領土軍，得到批准。嘉靖三十五年，去世。